# Ernst Kasimir II. (Isenburg und Büdingen)
Graf Ernst Kasimir II. zu Isenburg und Büdingen (* 25. Februar 1757 in Büdingen; † 25. Februar 1801 in Büdingen) war regierender Graf in Isenburg-Büdingen.

## Herkunft
Seine Eltern waren Ernst Dietrich zu Isenburg und Büdingen (* 30. Oktober 1717; † 26. Dezember 1758) und dessen Ehefrau die Gräfin Dorothea Wilhelmine zu Isenburg-Birstein (* 23. September 1723; † 15. August 1777).

## Leben
Ernst Kasimir war beim Tod seines Vaters erst zwei Jahre alt und wurde daher unter Vormundschaft gestellt. Als Vormünder agierten seine Onkel Gustav Friedrich (1715–1768) und Ludwig Kasimir (1710–1775) sowie seine Mutter. Da seine Onkel beim ihrem Tod keine männlichen Nachkommen hinterließen, erbte Ernst Kasimir damit auch deren Anteile an Büdingen. Als weiterer Vormund wurde Ferdinand Kasimir I. (1716–1778) aus der Linie Wächtersbach bestimmt. 1777 starb nun auch seine Mutter, aber der Graf war erst 20 Jahre alt. Er wandte sich an den Kaiser und erhielt die Erlaubnis, das Land regieren zu dürfen. Damit wurde er am 4. Juni 1779 regierender Graf, bereits am 25. Juli 1779 heiratete er.
Während seine Onkel als dänische Generäle dienten, konnte Ernst Kasimir das als regierender Graf nicht. Er widmete sich stattdessen dem Schulsystem seines Landes. Aber der Erste Koalitionskrieg erreichte das Land, und nach der verlorenen Schlacht bei Friedberg am 10. Juni 1796 floh die gräfliche Familie nach Schlüchtern in das neutrale Hessen, von wo sie Ende August wieder zurückkehrte.
Der Graf starb überraschend am 25. Februar 1801 mit nur 44 Jahren.

## Familie
Isenburg heiratete am 25. Juli 1779 in Burgsteinfurt die Gräfin Eleonore zu Bentheim und Steinfurt (* 26. April 1754; † 18. Februar 1827), Tochter von Karl Paul Ernst von Bentheim-Steinfurt. Das Paar hatte mehrere Kinder:
- Ernst Kasimir I. (* 20. Januar 1781; † 1. Dezember 1852), seit 1840 1. Fürst zu Isenburg und Büdingen ⚭ 1804 Gräfin Ferdinande zu Erbach-Schönberg (* 23. Juli 1784; † 24. September 1848)
- Karl Ludwig Wilhelm (* 8. April 1785; † 13. Januar 1839), badischer Generalmajor
- Christian Ludwig Adolf Karl (* 21. Februar 1787; † 12. April 1787)
- Christian Ludwig Karl Wilhelm Ferdinand (* 16. August 1788; † 3. Februar 1840)
- Friedrich Wilhelm Ludwig (* 26. Juli 1798; † 19. Februar 1836)
- Charlotte Friederike Amalie (* 9. September 1782; † 13. Januar 1843)
- Dorothea Luise Karoline Anna (* 31. Dezember 1790; † 5. Februar 1857), ab 1852 „Prinzessin zu Ysenburg und Büdingen“
- Juliane Auguste Polexine Ferdinande (* 8. Mai 1793; † 4. Dezember 1798)